# 叶仁荪
叶仁荪（1965年7月—），男，汉族，福建浦城人，中华人民共和国政治人物，中国共产党党员，第十三届全国人民代表大会江西省代表。

## 生平
西南交通大学博士。1999年7月，任华东交通大学副校长。2007年3月，任江西理工大学校长。2015年3月至2020年5月，任江西省教育厅厅长。
2018年，叶仁荪被选为江西省出席第十三届全国人民代表大会代表。